# Municipio de Chillicothe (Illinois)
El municipio de Chillicothe (en inglés, Chillicothe Township) es un municipio del condado de Peoria, Illinois, Estados Unidos. Tiene una población estimada, a mediados de 2021, de 8150 habitantes.

## Geografía
Está ubicado en las coordenadas 40°55′45″N 89°29′42″O / 40.92917, -89.49500. Según la Oficina del Censo de los Estados Unidos, tiene una superficie total de 53.2 km², de la cual 46.7 km² corresponden a tierra firme y 6.5 km² son agua.

## Demografía
Según el censo de 2020, en ese momento había 8288 personas residiendo en la zona. La densidad de población era de 177.5 hab./km². El 91.77% de los habitantes eran blancos, el 0.47% eran afroamericanos, el 0.23% eran amerindios, el 0.28% eran asiáticos, el 0.02% eran isleños del Pacífico, el 1.27% eran de otras razas y el 5.96% eran de una mezcla de razas. Del total de la población, el 4.19% eran hispanos o latinos de cualquier raza.